# Descente
Descente Ltd. (en japonés: 株式会社デサント, Kabushiki-gaisha Desanto?) es una empresa japonesa de ropa y accesorios deportivos, creada en 1935 por Takeo Ishimoto en Osaka con el nombre de Ishimoto Shoten. El logo de la empresa representa tres técnicas básicas de esquí. Descente posee una cartera de 16 marcas propias, adquiridas y bajo licencia, entre ellas Descente, Shiseist, Arena (principalmente en Japón y Asia Oriental), Marmot y Srixon[7].

## Historia
El precursor de la empresa fue una tienda para hombres llamada Ishimoto Shoten que se fundó en 1935. Empezó a desarrollar ropa de esquí en 1954 y registró la marca "Descente" en 1961. En 1974, se lanzó el pantalón de esquí Demopants, seguido en 1979 por el Magic Suit. En 1998 se introdujo un sistema de calefacción portátil llamado chaqueta Mobile Thermo.
En 2002, la empresa colaboró con Eiko Ishioka en la creación de los trajes y uniformes Vortex, utilizados por los equipos japonés, suizo, español y canadiense que compitieron en los Juegos Olímpicos de Invierno de 2002.

## Patrocinios

### Remo
Descente patrocina al Cambridge University Boat Club desde 2018.

### Patinaje de velocidad
La empresa patrocinó al equipo de patinaje de velocidad de Estados Unidos en las décadas de 1970 y 1980, incluido Eric Heiden, que ganó cinco medallas de oro en los Juegos Olímpicos de Invierno de 1980 vistiendo el traje dorado de Descente. También fue proveedor del equipo canadiense de patinaje de velocidad.

### Esquí
El equipo de esquí de Estados Unidos, durante la década de 1980, y más tarde, el equipo suizo de esquí alpino se equiparon con ropa de esquí de la empresa.